# 東アジアの宗教
東アジアの宗教（ひがしアジアのしゅうきょう、英: East Asian religions）は、東アジアおよび東南アジアを起源とする宗教を指す。比較宗教学の研究においては極東の宗教（Far Eastern religions）あるいは道教的宗教（Taoic religions）としても知られ、東洋の宗教に含まれる。
東アジアの宗教としては孔教（儒教）、神道、道教などの伝統的な宗教、さらには一貫道や真道、高台教、和好教、天道教、甑山道、天理教などの新宗教が挙げられる。また、大乗仏教の要素や影響も見られる。これらの宗教は東アジアに特有の道 (日本語：ドウまたはトウ、ピンイン：dào、韓国語：do、ベトナム語：đạo) という精神的・哲学的概念を共有している。初期の中国哲学は「道」を規定し、道における「徳」の修養を唱道した。墨家やその他の諸子百家の多くに代表される古代学派の一部は、時代が進むにつれ思想として伝統の中に組み込まれ、現在は単一の宗教としては存在しない。一方、道教などは現代も存続している。東アジアの信仰には、多神教、非有神論、単一神教、一神教、汎神論、万有内在神論、および不可知論が含まれる。西洋にも東アジアの宗教を信仰する人は少なからず存在するが、解釈が本来の思想・文化から大きく異なっている場合も多い。
世界宗教の中での東アジアの宗教の位置づけは、アブラハムの宗教やインド宗教と比較できる。また、東アジアの宗教は、中国や日本、韓国、ベトナムなど、東アジア文化圏内の国々で主流の宗教となっている。

## 用語
東アジアの宗教は「極東の宗教」「中国の宗教」などと多種多様に表現されるが、これらは宗教の一つのグループとして学者たちにはっきりと認識されている。
シンクレティズム（習合）は東アジアの宗教に共通の特徴である。そのため、各宗教それぞれの信仰を認識するのが困難な場合が多い。
また、宗教的慣習や信仰を意味する言葉の用法に一貫性が無い場合があり、東アジアの宗教的議論を難しくしている。例えば、"Tao religion" は道教それ自身を指すことが多いが、道教由来の新宗教運動を意味する用語として使われることもある。また、「極東の宗教」という用語は、「道」を取り込んだ信仰のみを指したり、禅や日本の仏教を含んだり、あるいはアジアの全宗教を含んだりすることもある。

## 道
「道」は、宇宙の「流れ」、あるいは自然秩序の背後にある力である。自然が道を明示しているという信仰から、道は宇宙の調和と秩序を維持する影響力であると信じられ、自然と結びつけられている。また、「気」の流れは、行動と存在に不可欠なエネルギーであり、宇宙の秩序である道と比較される。西洋学派の否定神学と同様に、道は、そうではないものと比較される。道はしばしば、存在と不在双方の根源であると考えられている。

### 徳
道はしばしば、"proper"な態度や道徳、生活様式と結びつけられるが、実践面において、properが意味するものは東アジアの信仰やその支流のなかで異なる。これは「徳」という複雑な概念と緊密に結びついている。徳は、道の活動面の表現である。
道教に近い宗教は「徳」を「完全」として表現する。一方、儒教に近い宗教はこの概念を、「道徳」あるいは「健全な性格」として表現する。

## 伝統
東アジアにおける、三大伝統は道教、儒教、そして神道である。仏教はインド宗教に分類されることが多いが、東アジアにおいて顕著な「道教的」特徴をもつ。東アジアにおける大乗仏教はしばしば、ダルマと道教が説く「道」との複合であると捉えられる。東洋の宗教を大まかに分類する際には、「インド」の宗教思想と「極東」の宗教思想が重なることを避ける傾向にあるが、その結果として道に関する教義とダルマのそれの間にある区別の重要性を失っている。

### 道教
道教は、関連する多岐にわたる宗教的・哲学的伝統からなる。道教の学派・分派・運動を分類することは解釈学的困難が伴い複雑であり、分類する際には大きな論争が起こることがある
道教は、アブラハムの宗教のように組織的宗教や教団宗教の傘下や定義に厳密に当てはめられたり、源流あるいは中国の民俗宗教の変種として純粋に研究されたりしなかった。というのも、伝統宗教の多くは道教の信条や中心的教義の外部にあるためである。Robinetは、道教は宗教ではなく生活様式として理解したほうがよく、その信者の見方・アプローチ法は道教徒ではない歴史家のものとは異なると主張している。
一般的に道教の礼法と倫理は、宇宙の結合、物質世界の結合、精神世界、および過去・現在・未来の結合を強調する； 三宝は、慈しみ、倹しさ、謙遜である道教の神学は、無為、自然の成り行き、相対主義および空虚に焦点を置いている。
伝統的道教徒のほとんどは多神教的であるが、神々の適切な構成に関して意見の不一致がある大衆的道教は特に玉皇を最高神としている。知識人層の（つまり「エリート」の）道教徒は一般的に、老子と三清を神々の最高位としている。
自然と祖先の精霊は大衆的儒教では一般的であるが、この種のシャーマニズムは「エリート」の道教との間では内丹の強調を理由に忌避されている。道教自身が信仰の対象となることはほとんどなく、インドのアナートマンという概念のように取り扱われる。

### 儒教

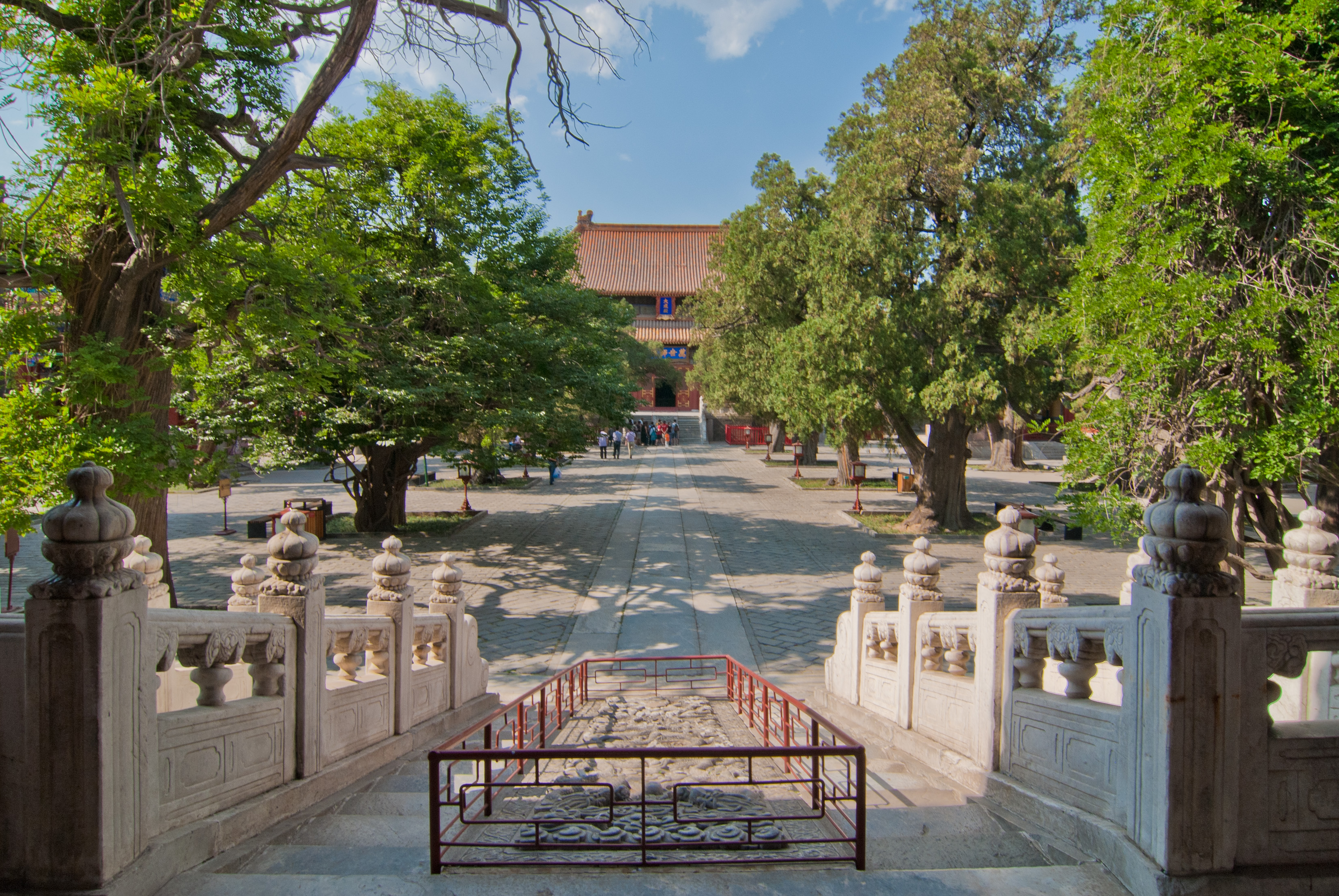
中国の北京孔廟

儒教は、道徳的・社会的・政治的・宗教的思想の複雑な体系であり、東アジア史に影響を及ぼしてきた。それは一般的には法家と関連付けられているが、実際は儀礼主義として否定している。またメリトクラシーを貴族の理想として是認する。儒教には、人間関係における義務と作法を規定する複雑な体系を含まれる。儒教道徳は、家族間の義務、忠誠、人間味に焦点を置く。儒教は、アニミズム的精霊や幽霊、神々の存在を認識している。それらには適切な尊敬を払うことを唱道しているが、逆説的にそれらを忌避することをも奨励している。儒教思想は、その上に習合的な宋明理学（新儒学）を樹立させたフレームワークで顕著である。

#### 宋明理学

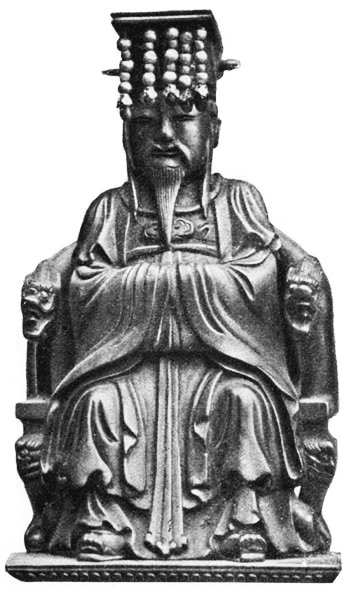
銅製孔子像

宋明理学は、意図的に道教、儒教、および中国仏教を習合させて誕生した。宋王朝の時代に系統化され確立されたと認識されているが、その根源は唐王朝の学者たちまでさかのぼる。宋明理学は、仏教の宗教的概念を道教の陰陽論や易経と組み合わせたものであり、それらを古典的儒教のフレームワークの中に位置づけている。
宋明理学が、仏教と道教の「最良」の要素を包摂したにもかかわらず、護教家たちはそれでも両信仰を非難した。しかしその中国への影響は、3つの全信仰の区別を曖昧にし、それは現在においても残っている。宋明理学の信仰は5世紀以上公式に是認され、東アジアの全域に深く影響を及ぼした。

#### 新儒家
新儒教はモダニストの儒教であり、現代科学や民主主義的理想を包含する一方、伝統的な宋明理学の立場を堅持する点で保守的なままである。
新儒家の影響は、鄧小平が1978年に中国の指導者となって中国と台湾の文化的交流を支援して以来、促進している。。

### 神道
神道は日本由来のアニミズム的民族宗教である。神道は文字上の意味では「カミの道」である。神道とアジアの仏教は、日本において切り離せないくらいに関係している。多くの神道信者は自分自身を仏教徒でもあると考えている。日本の浄土宗は神道の信仰と深く結びついている。神道の実践者は一般的に、伝統、家庭、自然、清浄、儀礼を中核的価値として主張する。道教の影響は、神道信者の自然信仰や自己修養に顕著である。儀礼的清浄は神道生活の中心部である。神社は神道における重要な場所であり、神（カミ）へのアニミズム的崇拝を反映している。「民族的」・「大衆的」神道は、シャーマニズムを、とりわけ占卜、憑依、および心霊治療を強調するのが特徴である。神道の「セクト」は多種多様で、山岳信仰や儒家神道などがある。

### 禅宗
禅（日本ではゼン、中国ではChanという）は道教に深く影響を受けた大乗仏教の一形態であり 、意識、瞑想、および直接体験を強調する。禅宗は、言語と教義的主張の限界、すなわち文献解釈学に関する決定的視点を与える。座位での瞑想である坐禅は中心的慣習である。禅宗は直接的意思疎通を理由に教典研究を非難し、師弟関係を重視する。理想的指導者は説話の中で名士となっている。教えの系統は、正統教義のテストとの比較よりも重要であると考えられている
。公案と呼ばれる対話と説話は禅宗独特の特徴である。公案はしばしば、逆説的で無意味に思われるが、それらは、弟子の視点や意識を変化させるための伝達手段として展開される

### 中国の民俗宗教
中国の民俗数教派シンクレティズム（習合）的信仰であり、道教や仏教、儒教、祖先崇拝、自然信仰を取り込んだ古代部族のシャーマニズムに由来する。歴史的には中国神話の主たる根源であり、道教や仏教、儒教の一部として、かつ並立的に共存している。

## 道教と儒教
道と徳という用語は、道教と儒教で共有される宗教的・哲学的用語である道徳経の著者は老子とされ、彼は伝統的に孔子の師であると考えられている。しかし、一部の学者は、道徳経は儒教に対する反応として興こったと信じている荘子は、彼の「思想史」において儒家と墨家の道徳論争に反応し、老子を、墨家に対しては名によって儒家に対しては解釈によって先立つステップであると提起した。しかし、現世の学者たちは一般的に、老子と荘子が本質的には神話上の人物であると考えている。
初期の道教の文献は、儀礼と秩序に依拠する儒教の基本的前提を否定し、"wild"な（人為の加わっていない）自然と個人主義を規範として支持する。孔子の考えでは社会は堕落して強い道徳的指針が必要とされる一方、歴史的道士は慣習的道徳に異議を唱えた。

## インド宗教との交流

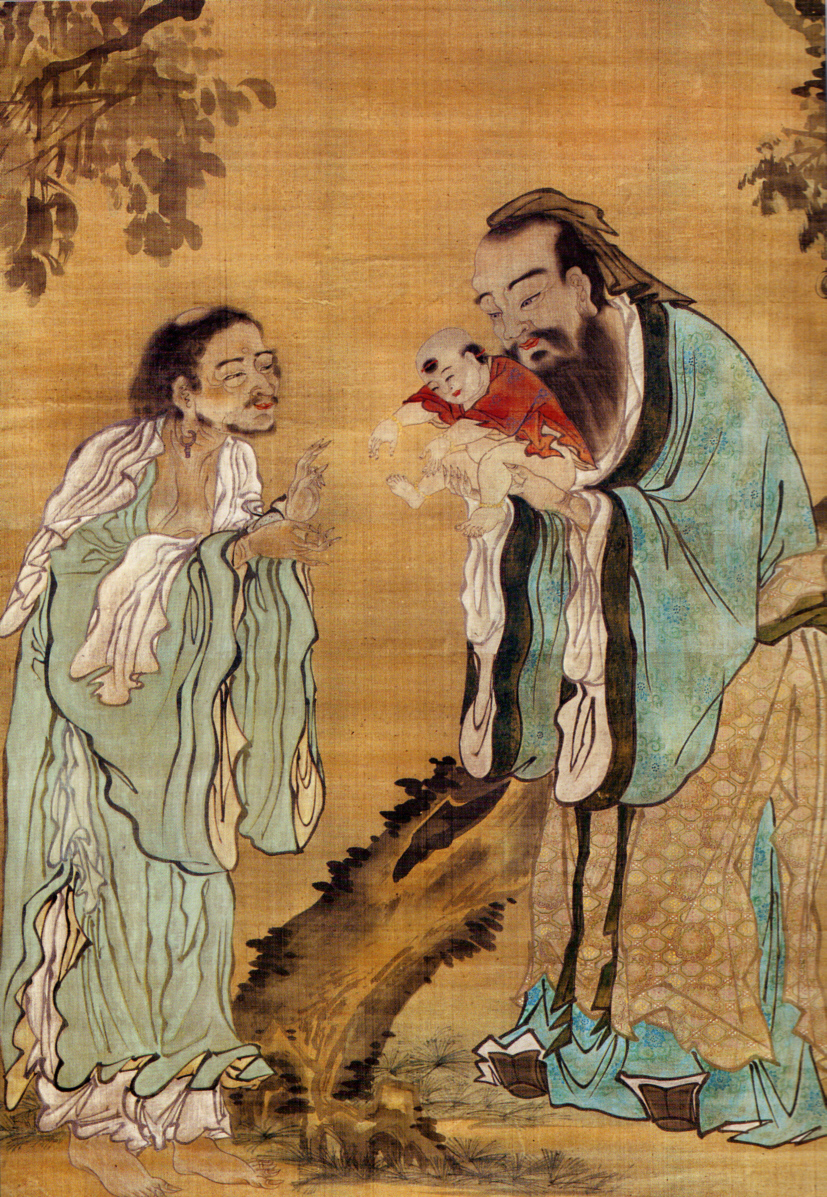
孔子が幼きブッダを老子に贈る絵画

中国への仏教の伝来は、特に道教との交流と習合によって顕著となる 元来は一種の「外来道教」とみられていたが、仏典が道教の語彙を用いて中国語に訳された禅宗は特に、道教によって修正され、「現世」や自己犠牲的慣習、「全瞬間」を愛する道教的視点を統合しただけでなく、聖典、文章さらには言語への不信をも統合した。唐の時代道教は、僧院や菜食主義、禁酒、空虚の教義を取り入れ、聖典を三部構成にまとめた。同時期、禅宗は中国最大の仏教教派へと成長した。
仏教の「ダルマ」は保守的な儒教の感受性にとって異質で、道徳とは無関係に思われた。儒教は社会の安定や秩序、強力な家族関係、実践的生活を奨励し、中国の役人は、いかにして僧侶の修行や個人の涅槃への到達が皇帝に恩恵をもたらすのか疑問を抱いた。しかし、仏教と儒教は、数世紀にわたる対立と同化を経て、次第に和解していった。
数世紀にわたってイデオロギー的・政治的なライバルだった道教、儒教、および仏教はお互いに深く影響しあってきた。3つは類似の価値観をいくらか共有していた。3つはすべて人文主義的哲学を包含し、道徳的行動と人間的完璧性を強調していた。中国人のほとんどは3つの全伝統がある程度同時であったと考えているこれが教派となったのは、3学派の諸側面が宋明理学で統合されたときである。